# Ousmane Camara (basket-ball)
Pour les articles homonymes, voir Camara et Ousmane Camara (homonymie).
Ousmane Sarra Camara, né le 12 mai 1989 à Mont-Saint-Aignan en Seine-Maritime, est un joueur français de basket-ball évoluant au poste de pivot.

## Biographie
Formé au STB Le Havre, Ousmane Camara grandit dans un quartier HLM de Oissel en Normandie.
En juin 2012, il s'engage avec le BCM Gravelines Dunkerque.
Le 24 mai 2014, il décide de quitter Gravelines en activant sa clause libératoire après avoir remporté la Disneyland Leaders Cup en 2013. 
Le 23 juin 2014, il s'engage au Limoges CSP, champion de France en titre.
Fin juin 2017, il signe pour le club de l'Élan Chalon. Il devient champion de France en 2015 et désigné MVP des finales. 
Une blessure au tendon d’Achille l'éloigne des parquets durant presque un an. Il retrouve la compétition en janvier 2022 en signant en Pro B au Rouen Métropole Basket, alors relégable. Le club seinomarin est cependant relégué à l'issue de la saison et Ousmane Camara rejoint le voisin eurois en s'engageant avec l'ALM Évreux Basket pour la saison 2022-2023 de Pro B.

## Équipe de France
Le 6 mai 2014, il fait partie de la liste des seize joueurs pré-sélectionnés pour l'équipe de France A' pour effectuer une tournée en Chine et en Italie durant le mois de juin.
Le 26 avril 2017, Ousmane Camara est pré-sélectionné en équipe de France pour les tournois internationaux jusqu'aux Jeux olympiques d'été de 2020 (comprenant le championnat d'Europe 2017 et la coupe du monde 2019).

## Clubs
- 2009-2012 :  STB Le Havre (Pro A)
- 2012-2014 :  BCM Gravelines Dunkerque (Pro A)
- 2014-2017 :   Limoges CSP (Pro A)
- 2017-2021 :  Élan sportif chalonnais (Pro A)
- 2022 :  Rouen Métropole Basket (Pro B)
- 2022-2023 :  ALM Évreux Basket (Pro B)
- Depuis 2023 :  AS Loon-Plage (NM1)

## Palmarès
- Champion de France Pro A 2015 avec le Limoges CSP
- Vainqueur de la Disney Land Leaders Cup 2013 avec le BCM Gravelines Dunkerque